# Gargara pinguis
Gargara pinguis är en insektsart som beskrevs av William D. Funkhouser. Gargara pinguis ingår i släktet Gargara och familjen hornstritar. Inga underarter finns listade i Catalogue of Life.